# Aperture
Aperture（アパーチャー、アパチャー、アパーチュア）は、Appleが開発・販売していたmacOS専用のデジタル写真（RAW画像）の管理・編集を行うソフトウェアである。2005年10月19日にニューヨークで行われたメディアイベントでAppleにより発表された。
同社のデジタル写真管理ソフトウェアであるiPhotoが主に入門者やコンシューマ向けであるのに対し、Apertureはその上級に位置し、より上級者・プロ向けのデジタル写真処理・管理ソフトウェアといえる。
2014年6月27日にAppleがApertureの開発中止と報道された。
2020年、Appleは「技術上の理由から、macOS MojaveがApertureを実行できる最終バージョンのmacOS」であり、「macOS Catalina以降のmacOS には、Apertureとの互換性は無い」ことをアナウンスした。

## バージョン履歴
1.0〜1.1
2005年11月30日にAperture 1.0が52,000円で発売された。
2006年4月13日に1.1へアップデートされ34,000円に改定、Universal Binaryとなった。利用には、Mac OS X v10.4.6以降、1GB以上のRAM、高速なCPUと高機能なGPUが必要である。推奨環境は、2GHz以上のPowerPC G5もしくはIntel Core Duo、2GB以上のRAM、ATI Radeon X1600, X800, 9800 X, 9800 Pro、NVIDIA GeForce 6800 Ultra DDL, 6800 GT DDL, 7800 GT, Quadro FX 4500、いずれかのGPUを搭載したMacとなっている。
1.5
2006年9月25日に価格を据え置き1.5にアップデートされた。このバージョンから英語に加えて日本語・フランス語・ドイツ語のインターフェースが用意された。また小数点以下のアップデートながら、Apertureの大きな特徴であるルーペ機能の強化や、取り込んだ画像とプレビュー用のキャッシュ画像を別々に保存することにより、HDD容量に制限のあるノート機種での使用を容易にすること、iLife, iWork, iPodとの連携の強化など数々の改良が行われた。
1.1までは要求スペックの高さから、Mac miniなどにはインストールもできなかったが、バージョン1.5より、1.1の動作条件に加えて、すべてのIntelプロセッサ搭載Mac がサポートされるようになり、Mac miniやMacBookでの利用が可能となった。
1.5.1
2006年11月2日
1.5.2
2006年12月11日
1.5.3
2007年4月19日
1.5.6
2007年10月26日 Mac OS X v10.5 Leopard対応
2.0
2008年2月12日に多機能化と高速化を計ったAperture 2が発表され、価格改定で23,800円となった。
2.0.1
2008年3月3日
2.1
2008年3月28日 パフォーマンスと安定性、他、多くの修正。
3.0
2010年2月9日 に200以上の新機能が追加されたAperture 3が発表された。価格は19,800円。
3.6
2014年10月16日 Mac App Storeにて最終バージョンのAperture 3.6が発表された。OS X Yosemite対応。